# HD 154441
HD 154441，又名BD+19 3220，SAO 102579、HR 6352，是一颗恒星，视星等为6.17，位于銀經40.08，銀緯31.97，其B1900.0坐标为赤經17h 0m 20.1s，赤緯+19° 31.97′ 14″。